# Transantarctica
| |  |  |
| La traversée s'est effectuée de gauche à droite de la pointe de la péninsule antarctique vers le Pôle Sud puis le long du méridien central de la carte vers l'est. |  |  |

La Transantarctica est une expédition, scientifique et humaine internationale, de traversée intégrale du continent Antarctique sur 6 300 kilomètres, à pied aidé au total de trente-six chiens de traîneaux, réalisée en 219 jours en 1989-1990,. Ce n'est pas la première traversée terrestre du continent mais elle a été la première sans aide mécanique et elle reste l'unique performance de ce type. Elle est également la plus longue par son tracé.

## Origine
Le projet est né de la rencontre en Arctique en 1986 de Jean-Louis Étienne, parti dans une marche solitaire vers le pôle Nord, avec Will Steger, qui lancent alors l'idée de ce défi. Elle avait pour objectif de traverser le continent Antarctique sur sa plus grande diagonale le long plus ou moins du 90e degré de longitude, durant la période estivale afin d'attirer l'attention du monde sur l'importance du traité sur l'Antarctique qui arrivait alors à expiration et sensibiliser l'opinion internationale pour la préservation du continent de l'exploitation minière et de la pollution,. En décembre 1987, lors d'une conférence de presse tenue par Will Steger et Jean-Louis Étienne à l'Explorer Club de New York, le projet est officialisé après la levée de la moitié des fonds nécessaires à l'expédition estimés à 16 millions de dollars (25 millions de francs de l'époque).

## Préparation
La dureté du climat du continent antarctique (entre -25 °C et -70 °C en juillet-août ; entre -10 °C et -35 °C en décembre-janvier) ne permettait pas aux membres de la Transantarctica de compter sur la ponctualité des liaisons aériennes qui apporteraient le ravitaillement nécessaire. Il a donc fallu profiter de l'été austral 1988-1989 pour envoyer des appareils constituer des dépôts sur la majorité du parcours, c'est-à-dire jusqu'à la chaîne Thiel. Une fois franchi le pôle Sud, les explorateurs ont disposé de réserves de vivres et de combustible qui avaient donc été mises en place durant l'été austral 1989-1990 par la compagnie canadienne Adventure Network grâce à un avion cargo Douglas DC-6 opérant dans un but non gouvernemental dans l'Antarctique. Le coût de cet approvisionnement fut de 1,5 million de dollars. À la suite de problèmes logistiques de l'avion, les Soviétiques se sont chargés de l'approvisionnement des derniers sites vers le pôle qu'ils visitent traditionnellement en camions à chenilles.

## Déroulement
Le 25 juillet 1989, l'expédition part de l'extrémité de la péninsule Antarctique à Seal Nunatak, avec trois traîneaux de 400 kilos de matériel et de vivres tirés par douze chiens. Les hommes skient et marchent à côté, et parcourent une distance moyenne quotidienne de 33 km en plus ou moins 7 heures, malgré les conditions extrêmes. Au début du mois de décembre, à environ 300 km du pôle dans la zone des montagnes Thiel, le fioul et la nourriture pour les hommes et les chiens viennent à manquer à la suite de problèmes de logistique de l'avion canadien. Une aide d'urgence est apportée par les Soviétiques sur leurs propres réserves constituées. Le 11 décembre, ils atteignent le pôle Sud et la base américaine Amundsen-Scott. Au début du mois de février 1990, ils rejoignent la base russe de Vostok, et atteignent enfin leur objectif le 3 mars 1990 en arrivant après sept mois à la station soviétique Mirny, sur la côte Est du continent au début de l'hiver austral. 
|                                    |  |  |
| Will Steger et Jean-Louis Étienne. |  |  |

Cette traversée a été, pour le symbole, une mission internationale regroupant six hommes de six nationalités différentes :
- Will Steger (États-Unis), maître-chien et aventurier
- Jean-Louis Étienne, (France), médecin
- Viktor Boyarsky[7], (URSS), glaciologue à l'Institut de recherches arctiques et antarctiques de Leningrad
- Qin Dahe[8],[9], (Chine), glaciologue de l'Institut de Lanzhou
- Geoff Somers (en), (Grande-Bretagne), membre du British Antarctic Survey
- Keizo Funatsu, (Japon), universitaire et économiste

## Conséquence
En partie grâce à l'accueil international reçu par cette expédition hors normes, le continent est resté une terre de sciences et de paix par la signature du protocole de Madrid, le 4 octobre 1991. Ce moratoire de cinquante ans reconduit le traité, et gèle toute exploitation des ressources et richesses de l'Antarctique jusqu'en 2041.
Un documentaire intitulé Transantarctica a été réalisé par Laurent Chevallier en 1990, retraçant en deux heures les cent premiers jours de l'expédition, lors de quatre fois une semaine de tournage pris à des rendez-vous à l'avance. Par ailleurs, Jean-Louis Étienne a retracé son expédition dans un livre Transantarctica paru en 1990.